# Хрватски народни препород (ТВ серија)
„Хрватски народни препород” је југословенска телевизијска серија снимљена 1985. године у продукцији ТВ Загреб.

## Улоге
| Глумац          | Улога                                  |
| --------------- | -------------------------------------- |
| Ена Беговић     | Глумица (1985) (непознат број епизода) |
| Мирела Брекало  | Глумица (1985) (непознат број епизода) |
| Миљенко Брлечић | Глумац (1985) (непознат број епизода)  |
| Драган Деспот   | Глумац (1985) (непознат број епизода)  |
| Жељан Кластерка | Музичар (1985) (непознат број епизода) |
| Власта Кнезовић | Глумица (1985) (непознат број епизода) |
| Едо Перочевић   | Глумац (1985) (непознат број епизода)  |
| Бошко Петровић  | Музичар (1985) (непознат број епизода) |
| Алма Прица      | Глумица (1985) (непознат број епизода) |
| Матко Рагуз     | Глумац (1985) (непознат број епизода)  |
| Томислав Ралиш  | Глумац (1985) (непознат број епизода)  |
| Младен Раукар   | Музичар (1985) (непознат број епизода) |
| Раде Шербеџија  | Глумац (1985) (непознат број епизода)  |
| Младен Васари   | Глумац (1985) (непознат број епизода)  |
| Борут Видошевић | Музичар (1985) (непознат број епизода) |

Комплетна ТВ екипа ▼
| Редитељ    | Едуард Галић | (непознат број епизода) |
| Сценариста | Едуард Галић | (непознат број епизода) |